# ام‌تی۸۱
ام‌تی۸۱ (انگلیسی: MT81) یک ماده میکوتوکسین با اثر ضد باکتری است.